# Rhinolophus convexus
Rhinolophus convexus là một loài động vật có vú trong họ Dơi lá mũi, bộ Dơi. Loài này được Csorba miêu tả năm 1997.

## Hình ảnh

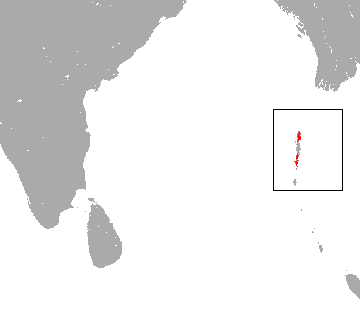